# Армяно-сингапурские отношения
Армяно-сингапурские отношения — отношения между двумя странами, Арменией и Сингапуром. Страны не имеют постоянных посольств в двусторонних отношениях. Посольство Армении в Пекине аккредитовано в Сингапуре. Сингапур не имеет какого-либо представительства в Армении.

## История
Самые ранние упоминания об армянах на Малайском полуострове относятся к 1669 году. В это время в Сингапуре проживало 87 армян.
Четыре брата по фамилии Саркис — Мартин, Тигран, Авет (Авиет) и Аршак, перебравшиеся в Сингапур из Персии в конце XIX века, стали настоящими легендами гостиничного бизнеса ещё при жизни. Именно на Пенанге 23-летний Тигран Саркис начал делать первые шаги в сфере гостиничного бизнеса. Спустя некоторое время он объединился с Мартином и Аветом, и вместе они основали «The Eastern and Oriental Hotel», который коротко назывался «E.&O».
Также старейшая христианская церковь Сингапура была построена армянскими переселенцами.
Первым купцом из армян стал Аристакес Саркис, поселившийся в Сингапуре в 1820 году. Следом потянулись и другие негоцианты. Вскоре здесь уже было зарегистрировано 113 армянских предприятий, среди которых доминировали фирма по продаже сурьмы и медицинских препаратов, дилерская контора по реализации ювелирных украшений и бриллиантов, сеть фотоателье, часовые салоны, адвокатские офисы, горнорудная компания, страховые фонды, ресторации. И, конечно, торговый флот с фамильными гербами на бортах судов «Армения», «Арарат», «Арутюн Апкар», «Григор Армен», приписанных к «свободному порту» на главном перекрестке морских путей из Европы и Африки в Азию.
Ещё одной визитной карточкой Сингапура считается орхидея Vanda Miss Joaquim — Josephine, выведенная сингапурской армянкой Ашхен Овакимян, которую на английский манер называли Агнес Джоаким. Девочка с детства увлекалась садоводством. На ежегодных цветочных выставках за выращивание редких сортов орхидей она не раз получала главные призы, которых в общей сложности у нее было более сорока. Как-то заглянув на свою клумбу, Ашхен увидела маленький пурпурный цветок, полученный от скрещивания бирманской Vanda teres и малайской Vanda hookeriana. Цветок был настолько прекрасен, что садовница тут же назвала его именем младшей красавицы-сестры Жозефины. В 1981 году Ванда мисс Джоаким была признана национальным цветком Сингапура как символ стойкости и способности его жителей выстоять в трудные времена для возрождения к лучшей жизни.
В Сингапуре существуют по сей день армянские церкви и даже Армянская улица.

## Современные отношения
В феврале 2012 года премьер-министры обеих стран встретились в Сингапуре и обсудили вопросы расширения экономических и культурных связей между двумя странами, а также обсудили события, происходящие в их странах.
В июле 2017 года между Арменией и Сингапуром было подписано соглашение «О воздушном сообщении между правительствами Армении и Сингапура».
В марте 2018 года Армения ввела безвизовый режим для граждан Сингапура.
7 июля 2019 года президент Армении Никол Пашинян вместе с супругой прибыл в Сингапур с официальным визитом. Они присутствовали на открытии памятника орхидее на армянской улице в Сингапуре, в честь Агнесс Джоаким (Ашхен Овакимян). Во время данного визита между Арменией и Сингапуром было подписано «Соглашение об исключении двойного налогообложения», а также были подписаны Меморандумы о взаимопонимании, об укреплении сотрудничества в сфере туризма и образования. В целях развития туризма премьер-министры договорились провести в Сингапуре Дни культуры Армении.
28 сентября 2019 года в Армению с официальным визитом прибыл премьер-министр Сингапура вместе со своей супругой.